# Xipeng
Xipeng (kinesiska: 西彭) är en köping i sydvästra Kina. Den ligger i stadsdistriktet Jiulongpo i storstadsområdet Chongqing, omkring 38 kilometer sydväst om det centrala stadsdistriktet Yuzhong. Antalet invånare är 102 020. Befolkningen består av 50 536 kvinnor och 51 484 män. Barn under 15 år utgör 12,0 %, vuxna 15-64 år 75 %, och äldre över 65 år 12,0 %.